# Abraham Wald
Abraham Wald   (Cluj-Napoca, 31 d'octubre de 1902 - Nilgiris, 13 de desembre de 1950) va ser un matemàtic i estadístic jueu hongarès emigrat als Estats Units.

## Vida i Obra
Wald va néixer a la ciutat de Kolozsvár, Hongria, (avui Cluj-Napoca, Romania) en una família de petits comerciants jueus molt il·lustrats. Va ser escolaritzat a casa i estudiava per ell mateix, perquè els centres escolars no l'admetien ja que no podia assistir-hi els dissabtes (el sàbat jueu). Tot i així va ingressar a la universitat de Kolozsvár. Després de graduar-se el 1927, va tenir considerables dificultats per continuar estudis a la universitat de Viena per les restriccions religioses, però finalment va ser admès i va esdevenir deixeble de Karl Menger i de Hans Hahn. Després d'obtenir el doctorat el 1931 amb una tesi sobre els axiomes de Hilbert de la geometria, dirigida per Menger, li va ser impossible aconseguir una plaça docent.
Menger li va presentar el banquer Karl Schlesinger i va començar a treballar per a ell com assessor econòmic i matemàtic. Durant aquests anys es va interessar per les aplicacions de les matemàtiques a l'economia i, durant els anys 30's, va publicar diversos articles en els quals demostrava l'existència d'una solució del sistema d'equacions del model econòmic de Walras. També va treballar per a l'Institut de Conjuntura dirigit per Oskar Morgenstern.
El 1938 es va produir l'annexió d'Àustria per Alemanya (l'Anchluss) que va posar els jueus austríacs en una difícil posició; tan és així que Schlesinger es va suïcidar, i Menger, Morgenstern i Wald van emigrar als Estats Units. Wald va ser invitat a fer recerca per la Cowles Commission, i el setembre de 1938, ja era membre del Carnegie Institution for Science. Es va posar a estudiar estadística sota la guia d'Harold Hotelling i aviat va començar a donar classes d'estadística a la Universitat de Colúmbia. Durant la Segona Guerra Mundial va fer estudis estadístics per a l'exèrcit nord-americà, sobre la vulnerabilitat dels avions a les armes enemigues. Pels seus treballs en el camp de l'estadística se'l considera un dels pares de l'anàlisi seqüencial, a més d'haver contribuït a assentar l'estadística sobre el rigor matemàtic i d'haver iniciat la teoria de les funcions de decisió.

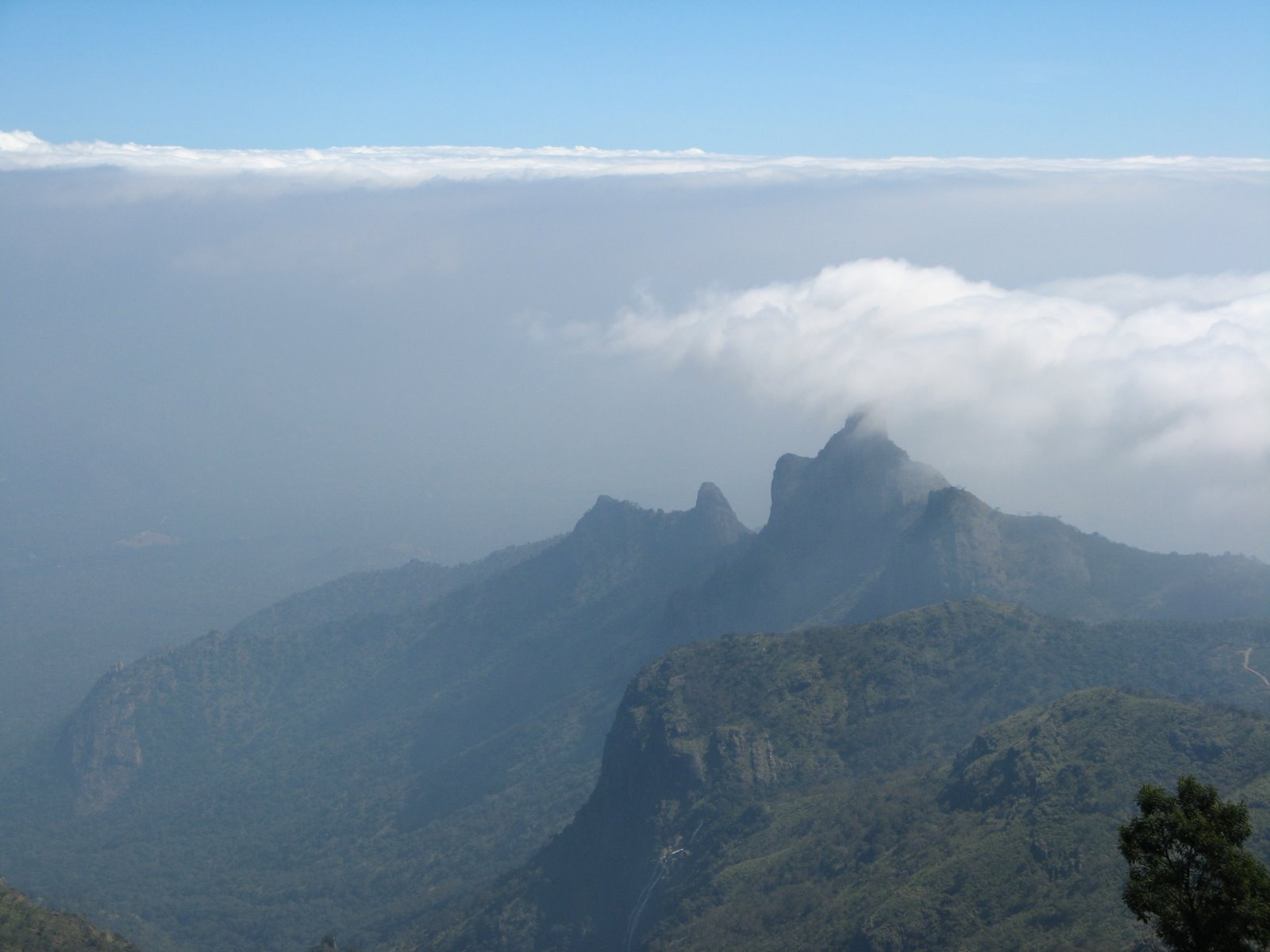
Pic de Rangaswamy a la serralada de Nilgiris, indret on es va estavellar l'avió en el qual viatjava Wald el 13 de desembre de 1950.

El novembre de 1950, Wald i la seva esposa van sortir dels Estats Units per a fer una ronda de conferències a diferents universitats de l'Índia. El 13 de desembre de 1950, mentre volaven de Bangalore a Coimbatore en un Douglas DC-3 amb 17 passatgers i 4 tripulants a bord, l'avió va desaparèixer. No es van trobar les seves restes fins tres dies després a les muntanyes Nilgiris (uns seixanta quilòmetres al nord de Coimbatore).